# Baritenore
Baritenore (o tenore baritonale o, in Francia, taille) è la tipologia di tenore comunemente impiegata nell'opera barocca del XVII e XVIII secolo, e poi rimasta in scena fino ai primi decenni dell'Ottocento.

## Caratteristiche
Si tratta di una tipologia tenorile dalla tessitura molto bassa, che spesso può confondersi con quella del baritono moderno. In quanto timbro vocale molto diffuso e quindi ritenuto "volgare", essa non riscuoteva, al pari del mezzosoprano, l'apprezzamento del gusto barocco per il "maraviglioso", al quale si addicevano molto meglio i timbri rari, stilizzati, antirealistici del soprano, del contralto, ed anche del basso profondo. In parallelo con l'affermazione dei castrati, il baritenore fu quindi sempre più relegato a parti di contorno o di caratterista o spesso a parti buffe di servi pasticcioni o, in travesti, di vecchie laide e sporcaccione, e ciò fino alla comparsa, nella prima metà del Settecento, di personalità come Annibale Pio Fabri o Angelo Amorevoli, che, per le capacità vocali e virtuosistiche possedute, si videro affidare ruoli anche molto rilevanti, ferma comunque restando l'assoluta preminenza di castrati, soprani e contralti. Anche in tali ruoli la tessitura dei tenori baritonali rimase comunque molto centrale arrivando in alto soltanto al la3 in falsettone o del tutto eccezionalmente al si3 (anche se probabilmente in falsetto).
In Francia la situazione fu sempre alquanto differente a causa della consolidata avversione dei francesi per i castrati, e quindi la taille fu sempre affiancata da un'altra tipologia di tenore, la haute-contre, acutissima, leggera, agile, alla quale furono affidate le parti di 'primo amoroso' e che si può considerare in qualche modo antesignana del tenore contraltino, che avrebbe poi sostituito i castrati anche in Italia agli inizi del XIX secolo.
Fu proprio in tale periodo che la tipologia vocale del baritenore venne gradualmente (ma rapidamente) superata dall'affermarsi del tenore "sfogato" di stampo romantico e dall'enuclearsi del baritono come categoria vocale autonoma.

## Baritenori celebri
- Angelo Amorevoli (1717-1798)
- Giovanni Ansani (1744-1826)
- Matteo Babini (1754-1816)
- John Beard
- Marco Bordogni (1789-1856)
- Francesco Borosini
- Francesco Bussani
- Giulio Caccini (1550-1618)
- Gaetano Crivelli (1768-1836)
- Louis-Antoine Cuvillier (o Cuvilier o Cuvelier)
- Giacomo David
- Domenico Donzelli
- Jean Elleviou
- Annibale Pio Fabri
- Manuel García
- Pierre Gaveaux
- Michael Kelly
- François Lays
- Girolamo Marzocchi
- Domenico Mombelli
- Andrea Nozzari
- Carlo Paita
- Jacopo Peri
- Anton Raaff
- Nicola Tacchinardi